# Monistisches System
Das monistische System ist eine Form der Organisationsverfassung für Unternehmen.
Beim monistischen System (engl. „one-tier system“) ist die Geschäftsleitung nicht institutionell von der Überwachung getrennt. Diese beiden Funktionen werden vielmehr von ein und demselben Organ (Board of Directors, Verwaltungsrat) wahrgenommen.
Im Gegensatz zum monistischen System besteht beim dualistischen System (engl. „two-tier system“) eine Trennung von Geschäftsführung (Vorstand) und Überwachung (Aufsichtsrat).
Im Völkerrecht spricht man von einem monistischen System, wenn ein völkerrechtlicher Staatsvertrag landesintern unmittelbare Wirkung auf Behörden und Individuen hat, ohne dass dieser Vertrag in einem Landesgesetz übernommen wurde. Auch hier besteht der Gegensatz zum dualistischen System.